# Javier Camuñas
Javier Camuñas Gallego est un footballeur espagnol, né le 17 juillet 1980 à Madrid en Espagne. Il évolue au poste de milieu offensif.

## Palmarès
Vierge